# Горообразование

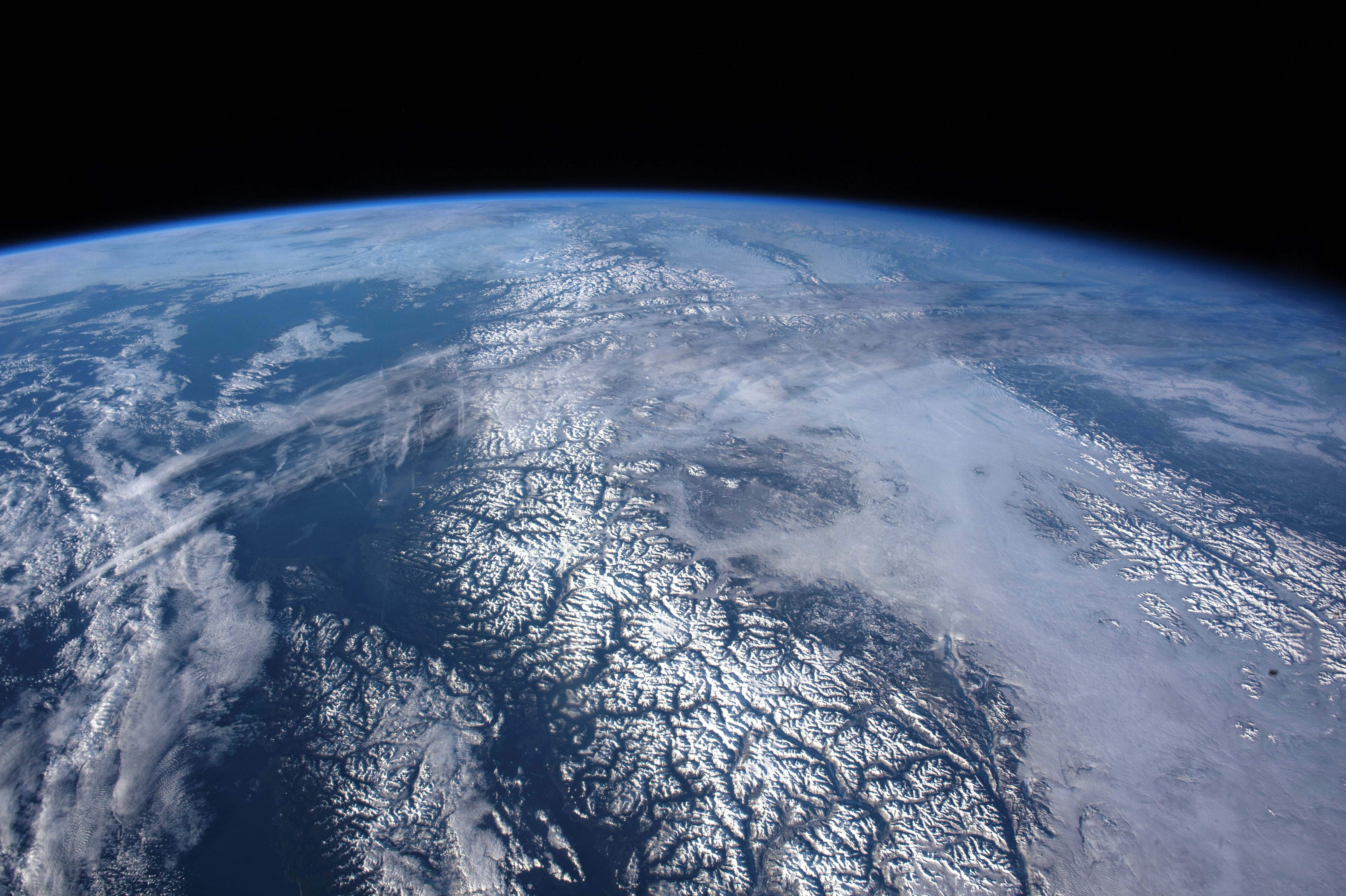
Горообразование на Земле

Горообразование (или орогенез, от др.-греч. ὄρος «поднятие», «гора» и γένεσις «рождение») — геологический процесс формирования горных сооружений под влиянием интенсивных восходящих тектонических движений, скорость которых превышает скорость процессов, ведущих к выравниванию поверхности Земли (денудации, сброса). Процессы горообразования неоднократно происходили на протяжении геологической истории в заключительной фазе развития геосинклиналей (молодые горы), нередко распространяясь и на платформы (возрождённые горы).
Горообразование связано с тектоникой литосферных плит и её проявлениями, в первую очередь — складкообразованием, а также с  разломами, землетрясениями, вулканизмом, интрузиями и метаморфизмом.
В геологической терминологии орогенез — совокупность интенсивных вертикальных тектонических движений, складчатости, разрывов (разломов), часто является синонимом процесса складкообразования. Таким образом, например, Каледонская складчатость — это продукт Каледонского орогенеза.